# Vandeléville
Vandeléville é uma comuna francesa na região administrativa de Grande Leste, no departamento de Meurthe-et-Moselle. Estende-se por uma área de 9,86 km². Em 2010 a comuna tinha 217 habitantes (densidade: 22 hab./km²).

## História
- Presença galo-romana.
- Fundação em 1097 de um priorado de Saint-Léon de Toul.

## Demografia
| 1962                                                    | 1968 | 1975 | 1982 | 1990 | 1999 |
| ------------------------------------------------------- | ---- | ---- | ---- | ---- | ---- |
| 212                                                     | 215  | 198  | 165  | 189  | 202  |
| Número retido desde 1968 : População sem dupla contagem |      |      |      |      |      |

## Edifícios
- Igreja do Século XII tem na sua cripta um túmulo senhorial (1620), infelizmente mutilado durante a revolução.[2][3]